# Michael Raucheisen
 (avril 2025).
Si vous disposez d'ouvrages ou d'articles de référence ou si vous connaissez des sites web de qualité traitant du thème abordé ici, merci de compléter l'article en donnant les références utiles à sa vérifiabilité et en les liant à la section « Notes et références ».
Michael Raucheisen (9 février 1889, Rain (Souabe) – 27 mai 1984, Beatenberg) est un pianiste et accompagnateur de mélodies et lieder allemand.

## Biographie
Le don pour la musique a été hérité, pour le jeune Michael de son père, par vocation un maître-verrier, était organiste, chef de chœur à l'église et pédagogue musical. L'éducation musicale de son fils unique était si important pour la famille, qu'ils ont quitté la petite ville dans laquelle ils vivaient.
Dès 1902, Raucheisen vit à Munich et à partir de 1920 à Berlin, jusqu'à la fin de son activité pianistique en 1958. Il étudie au conservatoire de Munich. Vers 1906 il joue comme premier violon au Prinzregententheater et est organiste à saint Michael. En 1912 il fonde les Matinées musicales devenues célèbres.
Au début des années 1920 jusqu'à la fin de la Seconde Guerre mondiale il est pianiste accompagnateur de beaucoup de chanteur parmi lesquels Frida Leider, Erna Berger, Elisabeth Schwarzkopf, Karl Schmitt-Walter, Karl Erb (de), Heinrich Schlusnus, Peter Anders et Helge Rosvaenge, pour n'en citer que quelques-uns. Comme innovation, il a joué ses accompagnements avec le couvercle du piano ouvert, afin d'obtenir un meilleur équilibre sonore entre la voix et l'instrument. En 1933, après son divorce d'avec Karl Erb, il épouse la soprano Maria Ivogün. Dès 1933, il cherche à créer un catalogue complet de mélodies de langue allemande sur enregistrements phonographiques, pour lesquels à partir de 1940, il devient chef du département de la chanson et de la musique de chambre à la radio (Berlin Rundfunk), pour l'organisation des studios. 
Après la guerre, il est interdit de travail quelques années en raison de sa possible collaboration avec le régime Nazi. Ensuite, il n'apparaît qu'occasionnellement en public. En 1958 après une tournée très réussie avec Elisabeth Schwarzkopf , il retourne à la vie privée et émigre en Suisse avec sa femme Ivogün. À l'occasion de son 95e anniversaire, le 10 janvier 1984, lui est accordé la citoyenneté de la ville Rain, où il est né. Michael Raucheisen et son épouse qui est morte en 1987, sont enterrés au cimetière municipal de Rain.

## Discographie
En 2005, l'édition Raucheisen de 66 CD est publiée. Elle comprend des œuvres de Weber, Nicolai, Wolf, Reger, Marschner, Grieg, Schubert, Cornelius, Beethoven, Strauss, Pfitzner, Schumann, Brahms, Loewe, Liszt et notamment les chanteurs Hans Hotter, Erna Berger, Kurt Böhme, Anton Dermota, Fehenberger Lorenz, Josef Greindl, Margarete Klose, Frida Leider, Julius Patzak. 
Parmi ses disques d'accompagnement les plus réputés, on compte son disque Schubert consacré au Winterreise avec Hans Hotter en 1943 et les lieder de Beethoven avec Dietrich Fischer-Dieskau de 1952.